# Orchis pyramidal
Anacamptis pyramidalis
Espèce
Statut CITES
L’Orchis pyramidal (Anacamptis pyramidalis) est une espèce de plantes à fleurs de la famille des Orchidaceae. C'est une orchidée terrestre européenne.
Autres noms vernaculaires: Anacamptis en pyramide, orchidée queue-de-renard.

## Description
La plante est vivace, glabre, grêle, élancée, à tubercules ovoïdes entiers. Elle peut atteindre 70 cm, mais oscille le plus souvent entre 30 et 50 cm.
Ses feuilles lancéolées-linéaires, vertes et dressées sont situées à la base de la plante et d'autres plus petites, peu visibles, sont fixées sur la tige (feuilles caulinaires).
L'inflorescence dense forme un épi pyramidal de fleurs serrées. Les fleurs rose soutenu mais dont la couleur peut varier du rose clair au pourpre sont très rarement blanches. Leur labelle, nettement trilobé, muni de deux crêtes saillantes à la base, forme vers l'arrière, un éperon filiforme d'environ 1 cm.
Les rétinacles sont soudés, avec des bursicules à 1 loge.

## Biologie
La floraison s'échelonne d'avril à juillet.
L'hybridation avec d'autres Anacamptis a été observée (hybridations interspécifiques). Elle est possible avec des Serapias (hybridations intergénériques).
La plante ne possède pas de nectar, l'attirance des papillons pour cette dernière est donc un leurre. Comme il s'agit d'assurer la fécondation, la morphologie des fleurs est bien adaptée aux trompes des lépidoptères. Les lépidoptères intéressés peuvent être diurnes ou nocturnes, les genres sont : Euphydryas, Melanargia, Melitaea, Pieris, Zygaena.
Une observation concernant un syrphe comme pollinisateur a été rapportée.

## Habitat
A. pyramidalis colonise les sols calcaires, les pelouses, les prairies sèches et bien exposées, les talus, jusqu'à 2 000 m d'altitude.

## Répartition
Cette orchidée se répartit sur le centre et le sud de l'Europe et forme dans certaines régions des populations très abondantes. Présente en Angleterre et en Irlande, elle est très rare en Belgique, où elle atteint, sur le continent, sa limite nord.
Elle est commune en France : Alpes, Aquitaine, Corse, Lorraine, Occitanie, Champagne-Ardenne, Alsace... Présence observée également sur les côtes ouest de la Bretagne et sur les côtes vendéennes.

## Vulnérabilité
L'espèce est classée en France "LC" : Préoccupation mineure.
En Russie, elle est classée au Livre rouge de Russie des espèces menacées.

## Autres espèces du genre
Les dernières classifications tendent à disperser quelques espèces du genre Orchis vers le genre Anacamptis, qui de fait, n'est plus monospécifique (auparavant, ce genre ne renfermait que l'espèce pyramidalis). Outre A. pyramidalis, on trouve à présent :
- Anacamptis champagneuxii
- Anacamptis collina
- Anacamptis coriophora, orchis punaise
- Anacamptis laxiflora, orchis à fleurs lâches, (Lam.) R.M. Bateman, Pridgeon & M.W. Chase
- Anacamptis longicornu, orchis à long éperon
- Anacamptis morio, orchis bouffon
- Anacamptis palustris, orchis des marais
- Anacamptis papilionacea, orchis papillon
- Anacamptis picta, orchis orné

## Galerie

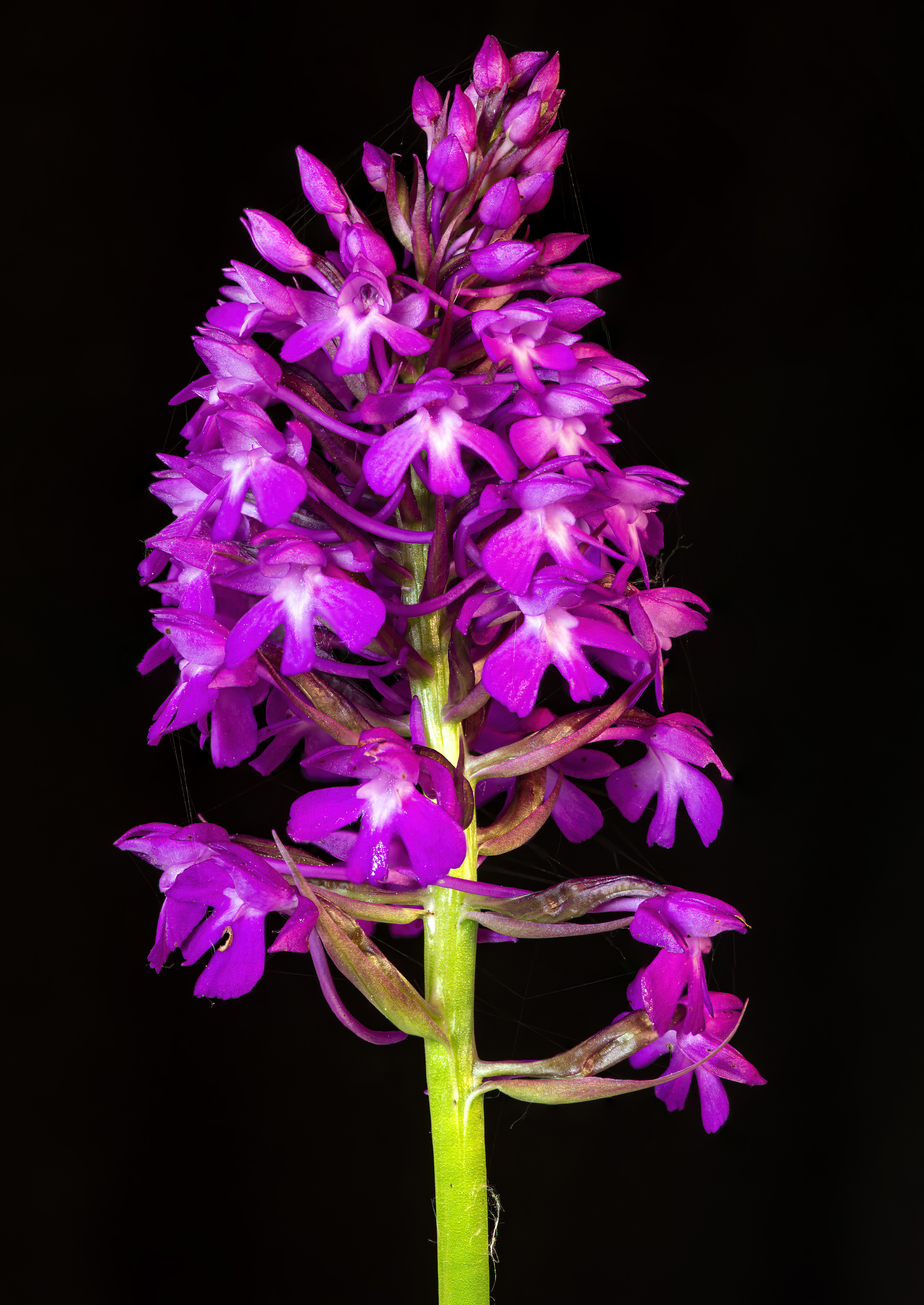
Détail de l'inflorescence.
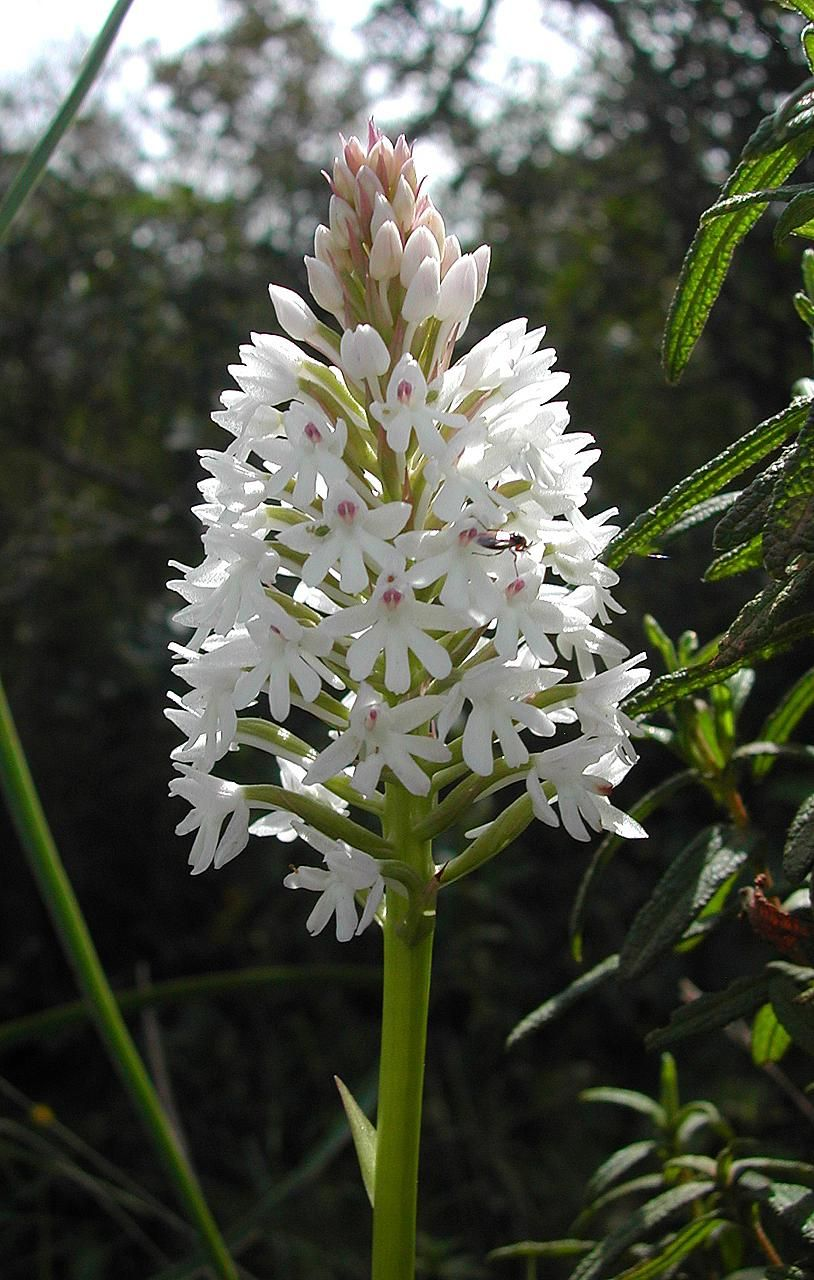
Anacamptis pyramidalis var. alba - Mallorca
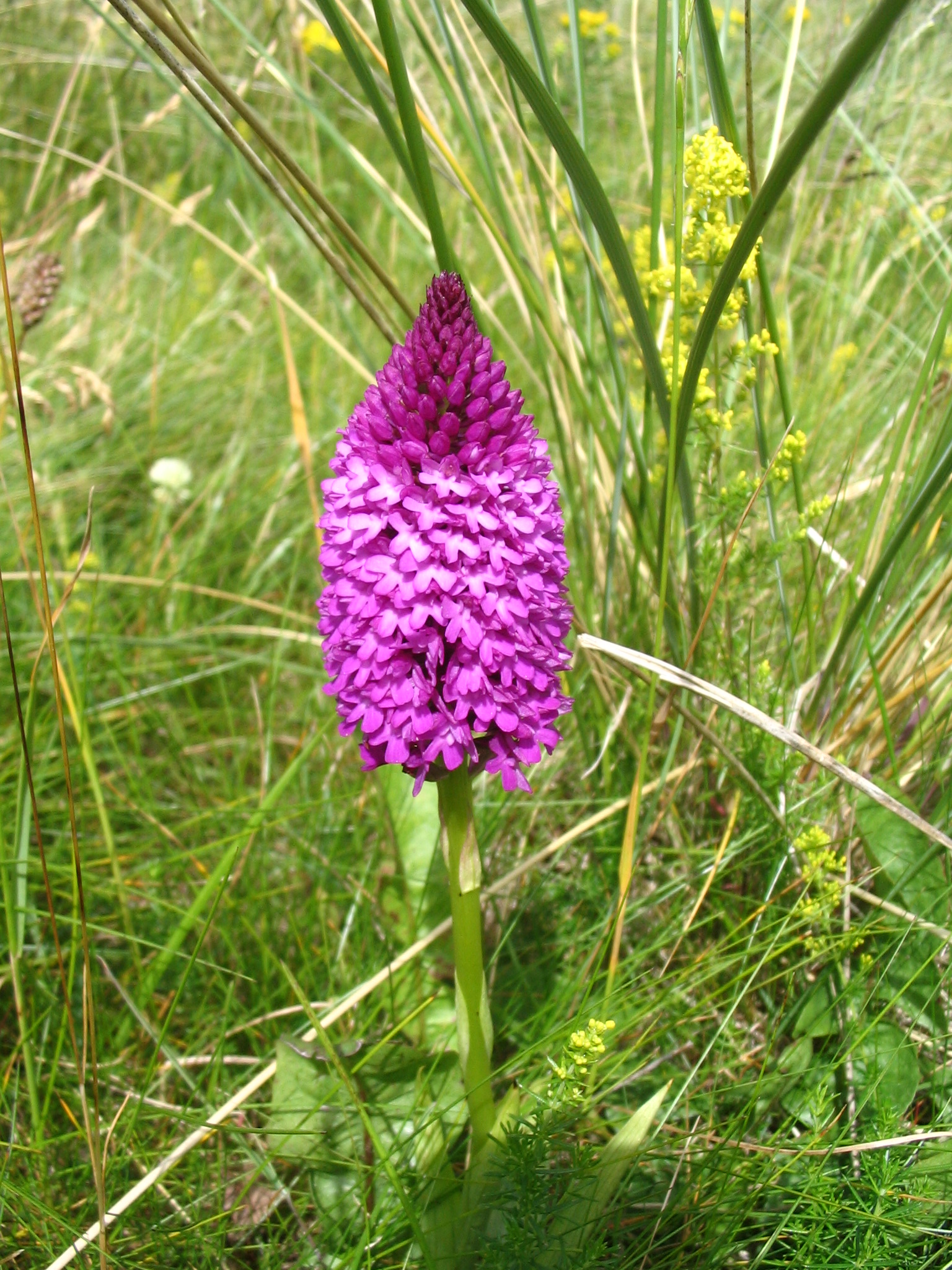
Anacamptis pyramidalis - Irlande, floraison en juillet, en épi dense.
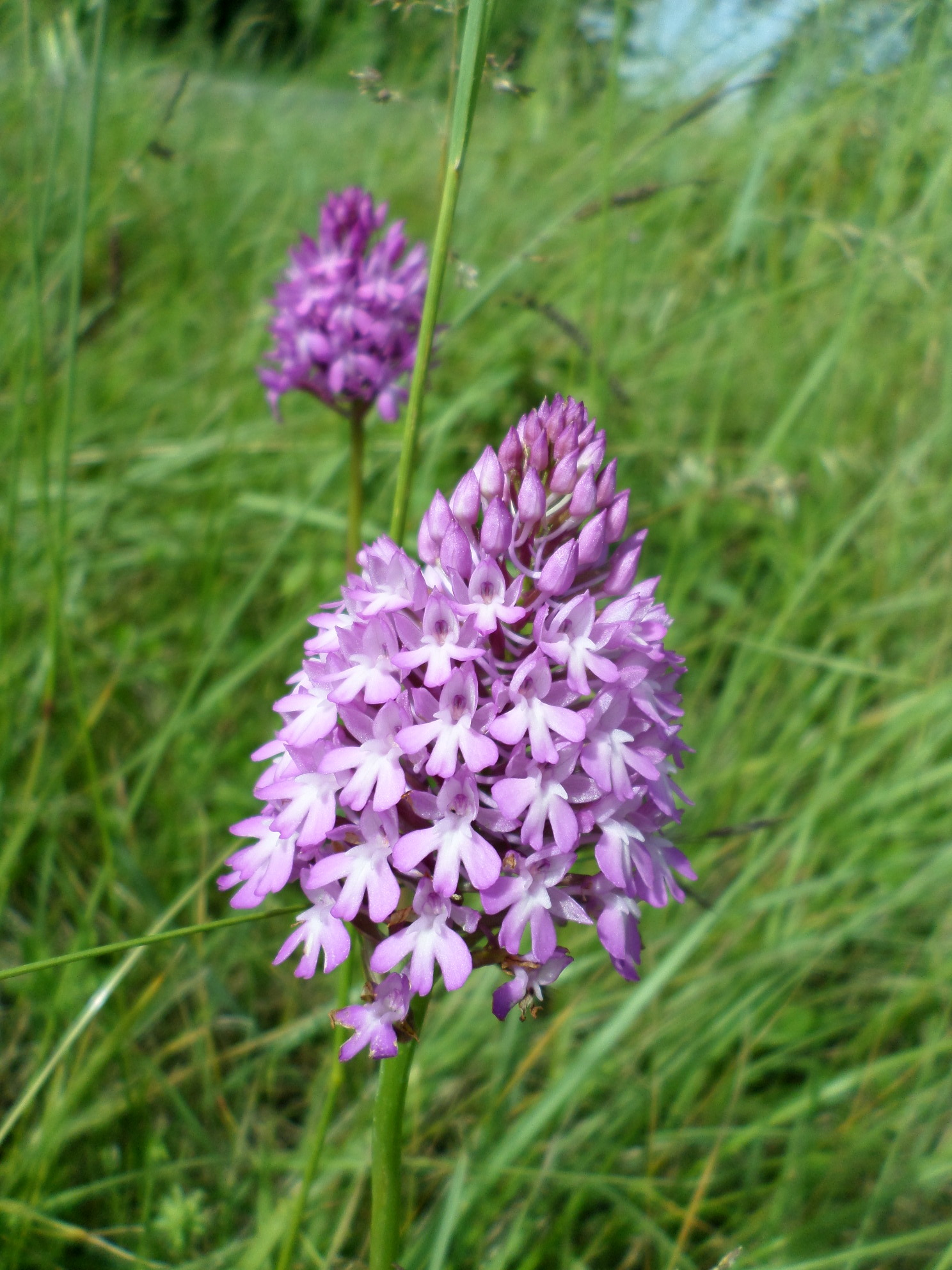
Anacamptis pyramidalis - Blaye, France, floraison en mai, en épi dense.
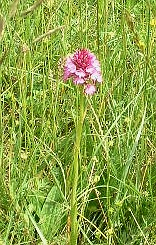
Anacamptis pyramidalis
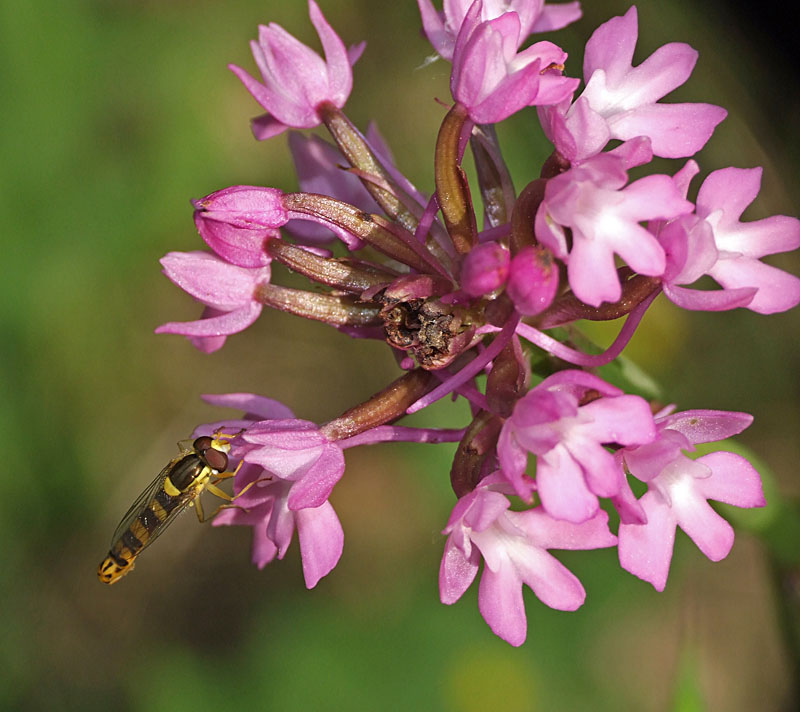
Syrphe porte-plume butinant.
Oedemera nobilis male sur l'inflorescence
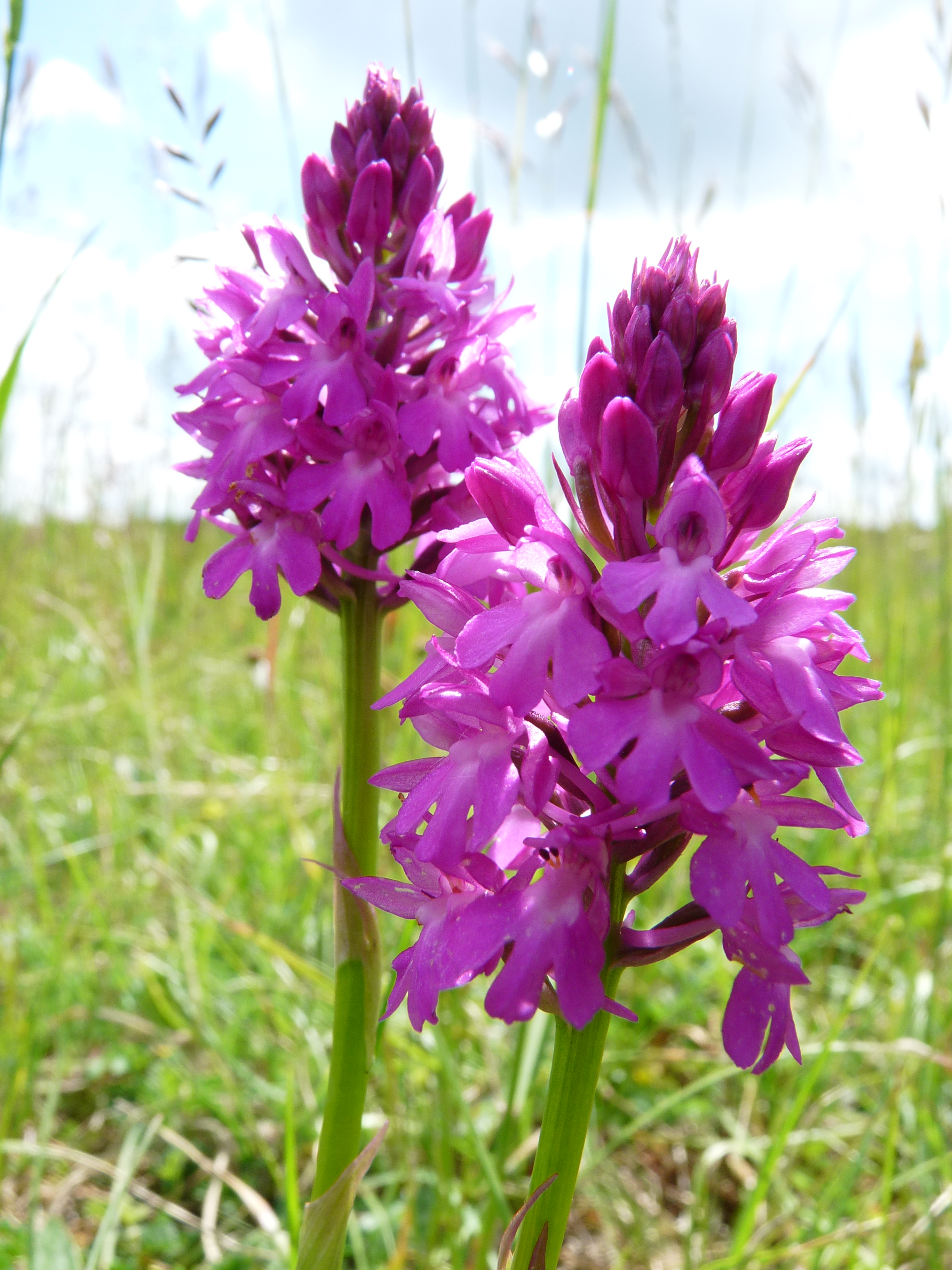
Anacamptis pyramidalis - France.
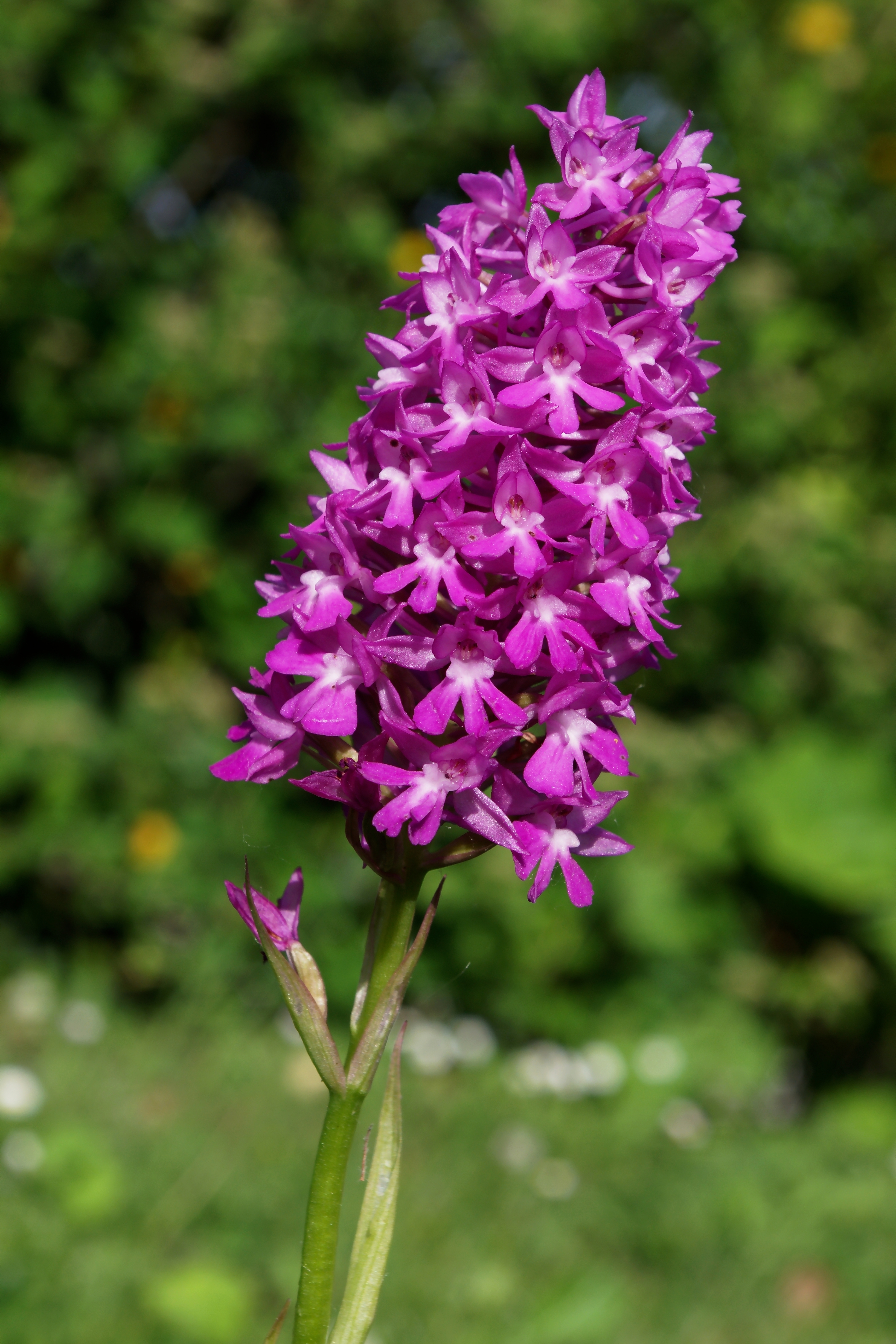
Anacamptis pyramidalis - France.
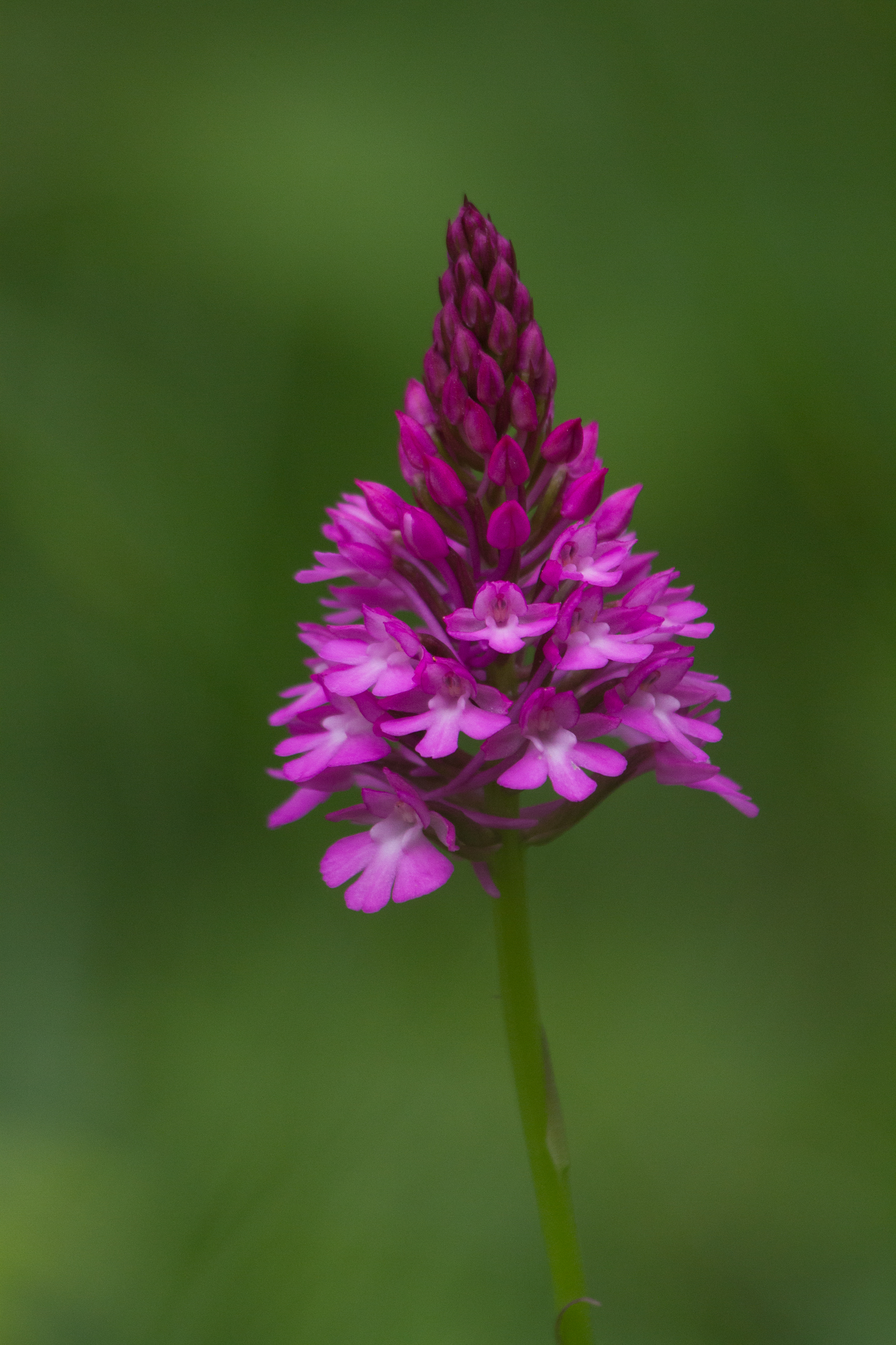
Anacamptis pyramidalis - Suisse.
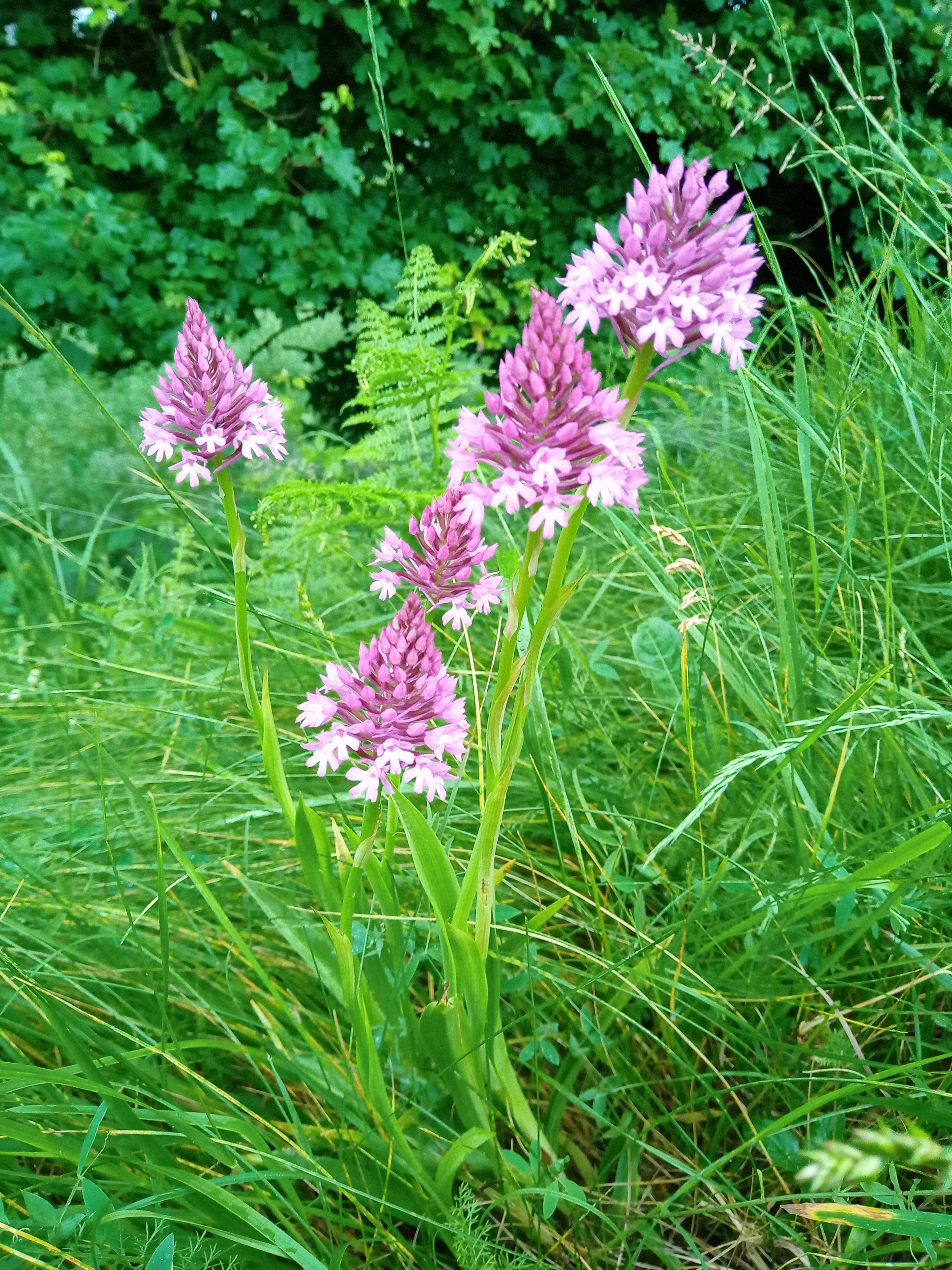
Un orchis pyramidal sur les bandes d'herbes bordant la route à Ausson, en France.
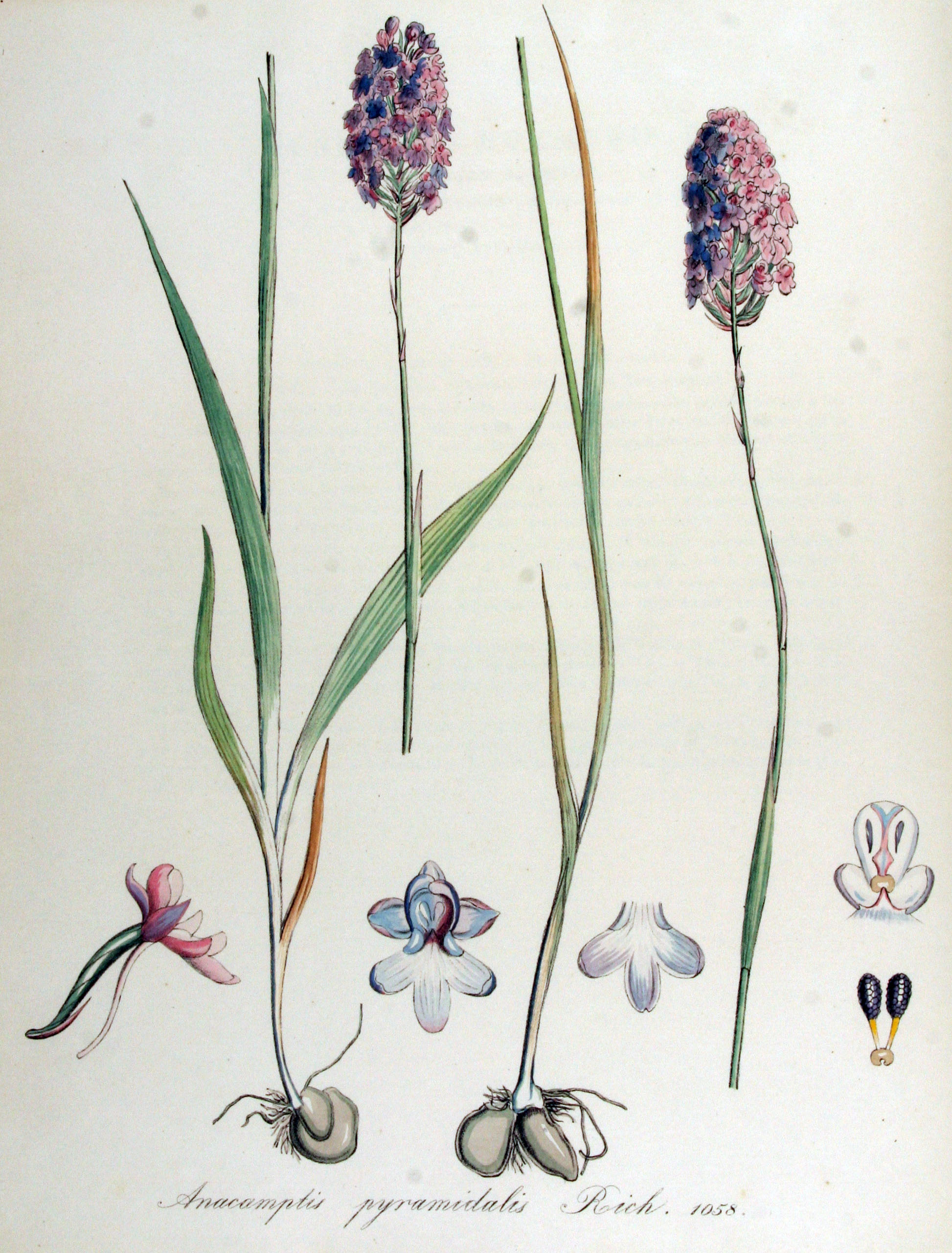
Flora Batava 1872